# It's a Game
It's a Game er en dansk kortfilm fra 1998, der er instrueret af Laurits Munch-Petersen efter eget manuskript.

## Handling
Denne artikel mangler et handlingsreferat. Hjælp os med at skrive det.

## Medvirkende
- Dritan Biba - Felix
- Karin Rørbech - Kone
- Sonia Voss - Sekretær